# Dabola (prefektur)
Dabola är en prefektur i Guinea.   Den ligger i regionen Faranah Region, i den centrala delen av landet, 300 km öster om huvudstaden Conakry. Antalet invånare är 114 250. Arean är 6 350 kvadratkilometer. Dabola gränsar till Mamou Prefecture, Dinguiraye Prefecture, Kouroussa och Faranah Prefecture. 
Terrängen i Dabola är kuperad åt nordväst, men åt sydost är den platt.
Följande samhällen finns i Dabola:
- Bissikrima
- Dabola

## Galleri

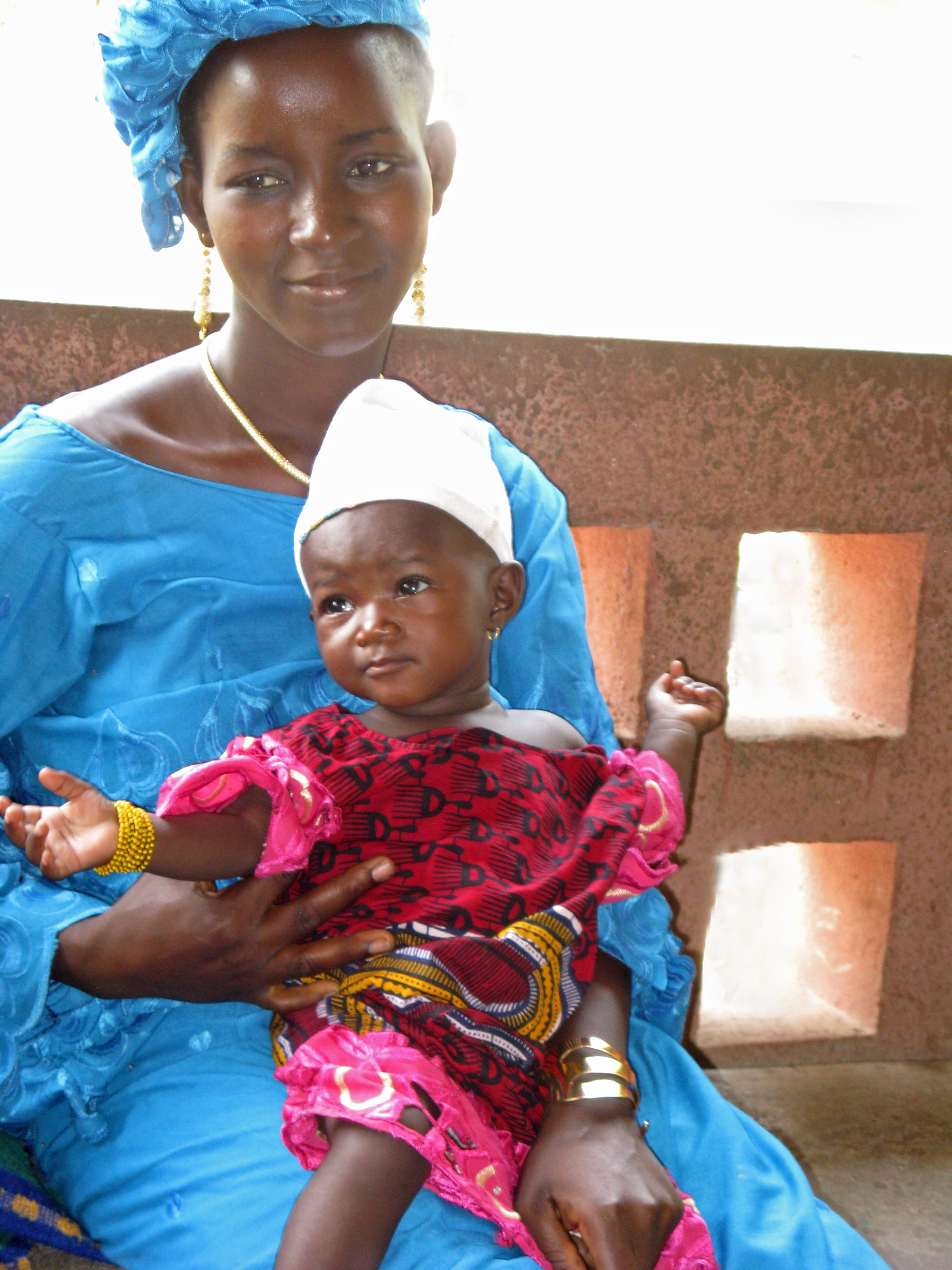
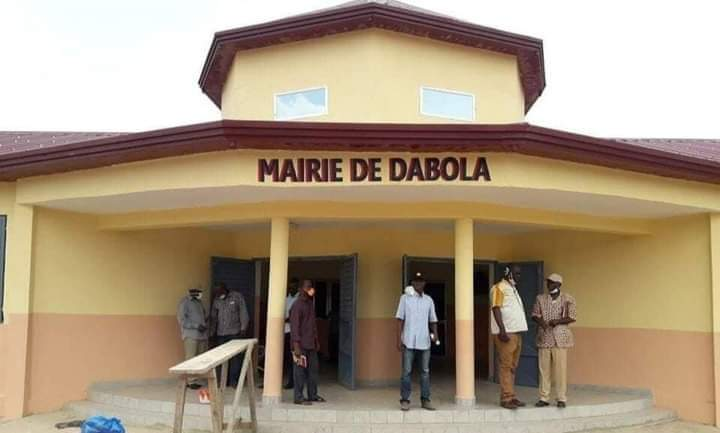
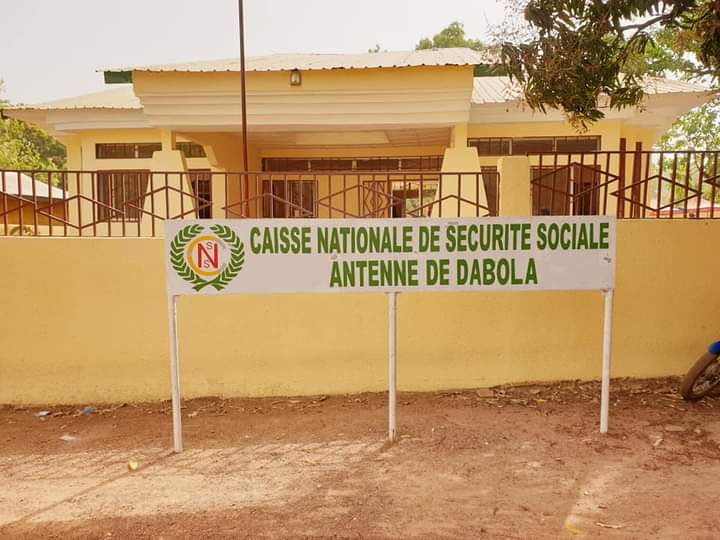